# Матракчи Насух
Насу́х бин Карагё́з бин Абдулла́х эль-Боснави́, более известный как Матракчи́ Насу́х или Насу́х эль-Силахи́ (тур. Nasuh bin Karagöz bin Abdullah el-Bosnavî; 1480, Сараево или Високо — 1564) — османский учёный, историк, миниатюрист, боснийского происхождения.

## Биография

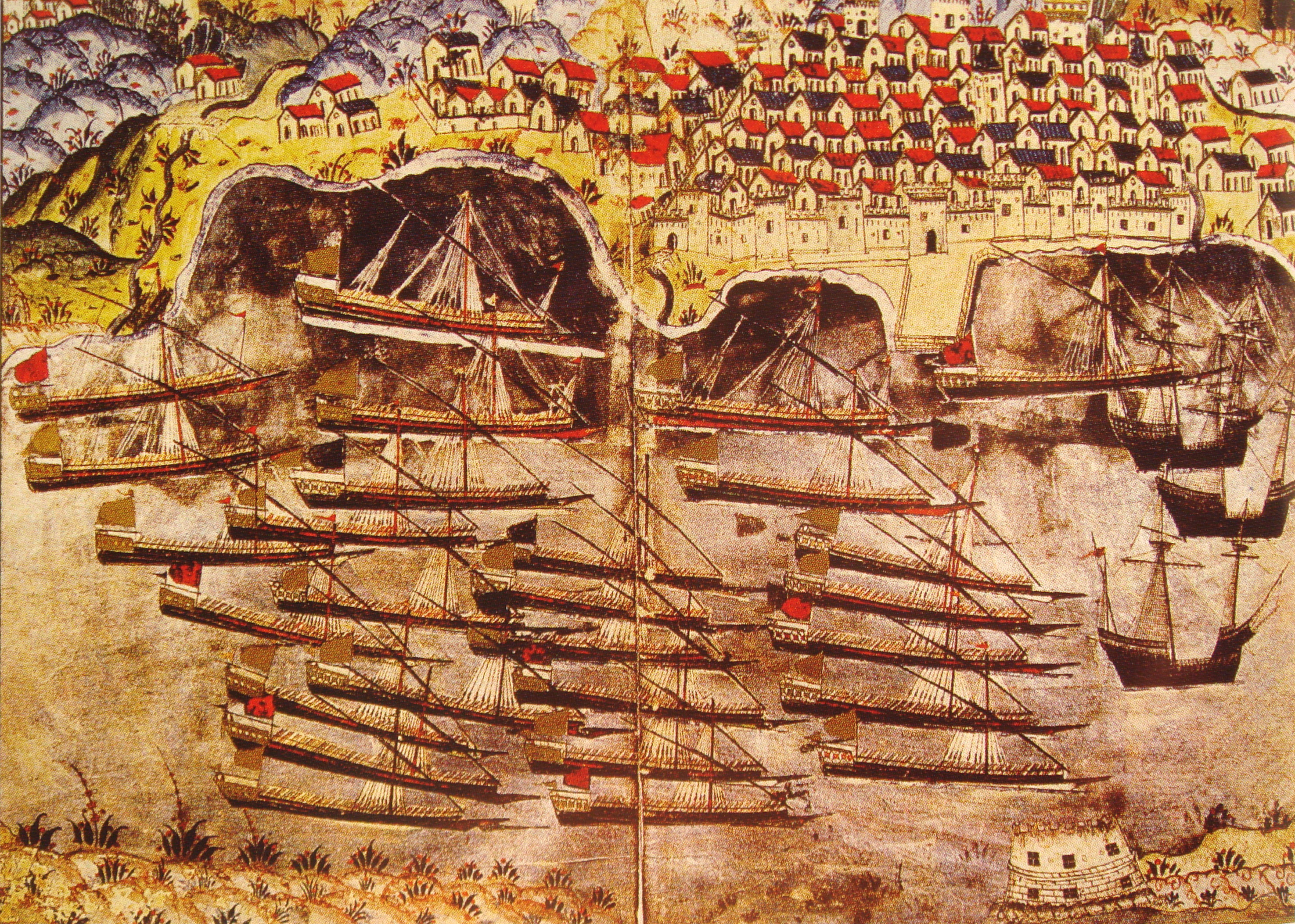
Османский флот на якоре во французском порту Тулон в 1543 году. Миниатюра Матракчи Насуха.

Традиционно считается, что Насух был родом из Сараево, однако существует и другая версия, говорящая, что он родился в Високо. В детском возрасте Насух, происходивший из мусульманской семьи, попал в столицу по девширме (в исключительных случаях девширме распространялось не только на боснийцев-христиан, но и на местных мусульман) и отслужил несколько лет в пехотном корпусе янычар. Здесь он в совершенстве овладел навыками фехтования и стрельбы; кроме того, Насух отличался интеллектом, а знание пяти языков помогло ему попасть на флот после обучения в Эндеруне.

## Деятельность

### Матрак
Своё прозвище «Матракчи» или «Матраки» Насух получил в честь контактной игры матрак — боя на матраках, которой он был увлечён и которую, как утверждается, сам же и изобрёл. Как считают учёные, игра стала синтезом древних восточных боевых искусств. В матрак на протяжении веков играли не только солдаты, но и сами султаны. В XIX веке игра потеряла свою популярность из-за нововведений в правилах. Игра была восстановлена в XXI веке и официально зарегистрирована как спортивное единоборство в 2010 году.

### Математика

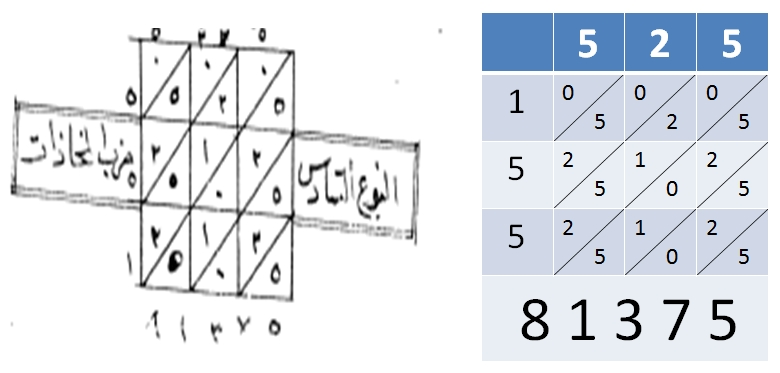
«Метод решётки» Матракчи.

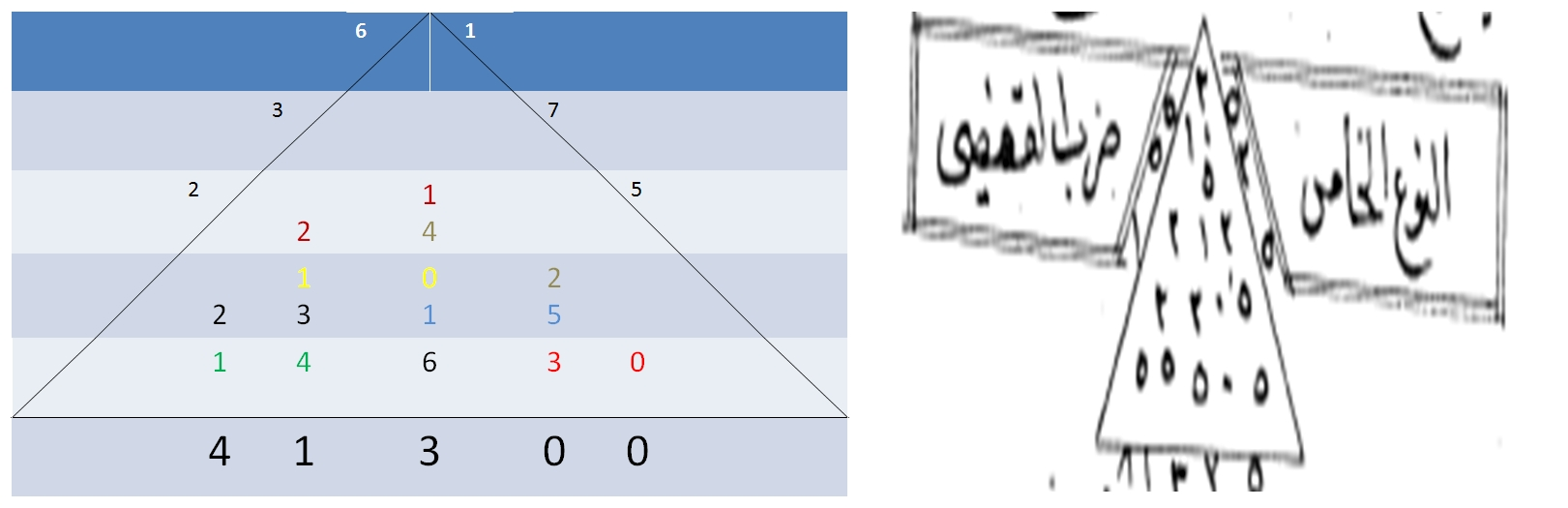
Треугольный «метод решётки» Матракчи.

После длительного периода исследований по математике и геометрии, он писал два труда: «Джемалю’ль-Кюттаб» и «Кемалю’ль-Хисаб» и представил их османскому султану Селиму Явузу. Долгие годы эти две книги, а также «Умдетю’ль-Хисаб» использовались как справочники при обучении в Эндеруне.
Недавние исследования показали, что в книге «Умдетю’ль-Хисаб» Матракчи описывает оригинальные методы умножения. Одним из значительных методов, отображённых в этой книге, является «метод решётки», использовавшийся в Эндеруне почти на 50 лет раньше, чем его ввёл в Европе Джон Непер.

### Боевые искусства
Насух был отличным солдатом и оружейником. Кроме того, он преподавал в Эндеруне боевые искусства. Он и его ученики продемонстрировали свои умения на празднике в честь сюннета сыновей Сулеймана I. Выступление было успешным и Насух получил от султана почётное звание «Устад Реис» («главный мастер»).
Насух написал книгу об использовании различных видов оружия и войск в боях, названную «Тухфет-уль Гузат».

### История
Перу Матракчи также принадлежат «Меджмуатю’т-Теварих» и «Сулейманнаме», охватывающие период истории с 1520 по 1543 годы. Кроме того он написал две книги об истории походов Сулеймана Кануни под названием «Бейян-ы Меназил-и Сефер-иль Иракейн» и «Фетихнаме-и Карабугдан».

### Миниатюры
Кроме работ по истории и математике Насух знаменит своими миниатюрами. Он создал натуралистический стиль, который сосредоточен на панорамном виде, с наиболее подробным отображением деталей (его самая известная работа — миниатюра Стамбула — отображает практически каждую улицу и строение, находящееся на ней). В искусстве османской миниатюры такой стиль был назван «стилем Матракчи». Наиболее важной из его четырех исторических томов миниатюр является одна, связанная с первой Ирано-Иракской кампанией Сулеймана I в 1534-35 годах, во время которой Насух написал историческую работу Фетихнаме-и Карабугдан. Кроме иллюстраций марша османской армии из Стамбула в Багдад, а затем в Тебриз, и её возвращения через Халеб и Эскишехир, Насух также включил в неё изображения всех городов, встретившиеся по пути армии. Библиотека Стамбульского университета имеет единственную копию этой работы.

## Труды
- Математические труды
  - Джемалю’ль-Кюттаб (тур. Cemâlü'l-Küttâb)
  - Кемалю’ль-Хисаб (тур. Kemâlü'l-Hisâb)
  - Умдетю’ль-Хисаб (тур. Umdetü'l-Hisâb)
- Исторические труды
  - Меджмуатю’т-Теварих (тур. Mecmuatü't-Tevârih; общая история)

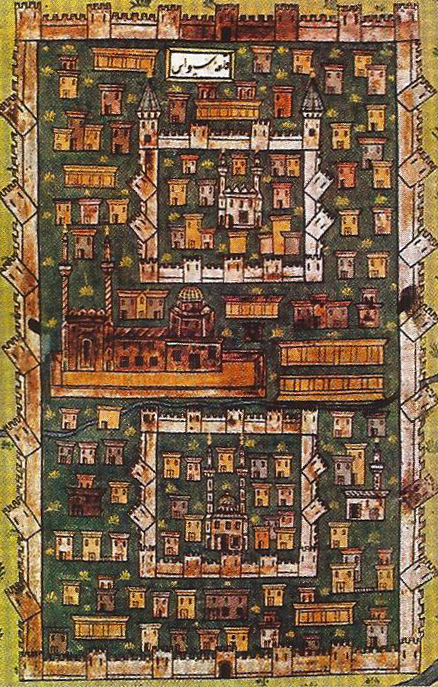
Миниатюра Сиваса из книги Матракчи Насуха Бейян-ы Меназил-и Сефер-иль Иракейн, 1537.

  - Сулейманнаме (тур. Süleymannâme; история правления Сулеймана Кануни)
  - Фетихнаме-и Карабугдан (тур. Fetihname-i Karabuğdan)
  - Бейян-ы Меназил-и Сефер-иль Иракейн (тур. Beyan-ı Menazil-i Sefer-ul Irakeyn; хроника войн с персидских войн)
- Боевые искусства
  - Тухфет-уль Гузат (тур. Tuhfet-ul Guzat)

## Киновоплощения
В турецком телесериале «Великолепный век» роль Матракчи исполнял Фатих Аль.